# Velika nagrada Italije 1926
Velika nagrada Italije 1926 je bila peta in zadnja dirka Svetovnega konstruktorskega prvenstva v sezoni 1926. Odvijala se je 5. septembra 1926 na dirkališču Autodromo Nazionale Monza.

## Rezultati

### Dirka
| Poz | Št | Dirkač           | Dirkalnik       | Krogi | Čas/Odstop      |
| --- | -- | ---------------- | --------------- | ----- | --------------- |
| 1   | 16 | Louis Charavel   | Bugatti 39A     | 100   | 4:20:29.0       |
| 2   | 12 | Meo Costantini   | Bugatti 39A     | 100   | 4:27:01.4       |
| Ods | 7  | Jules Goux       | Bugatti 39A     | 36    | Pritisk olja    |
| Ods | 4  | Roberto Serboli  | Chiribiri 12/16 | 28    | Ogenj           |
| Ods | 9  | Ernesto Maserati | Maserati 26     | 5     | Motor           |
| Ods | 3  | Emilio Materassi | Maserati 26     | 4     | Motor           |
| DNS | 14 | Guido Meregalli  | Maserati 26     |       | Rezervni dirkač |

- Najhitrejši krog: Meo Costantini 3:47.0